# Guarda-noturno

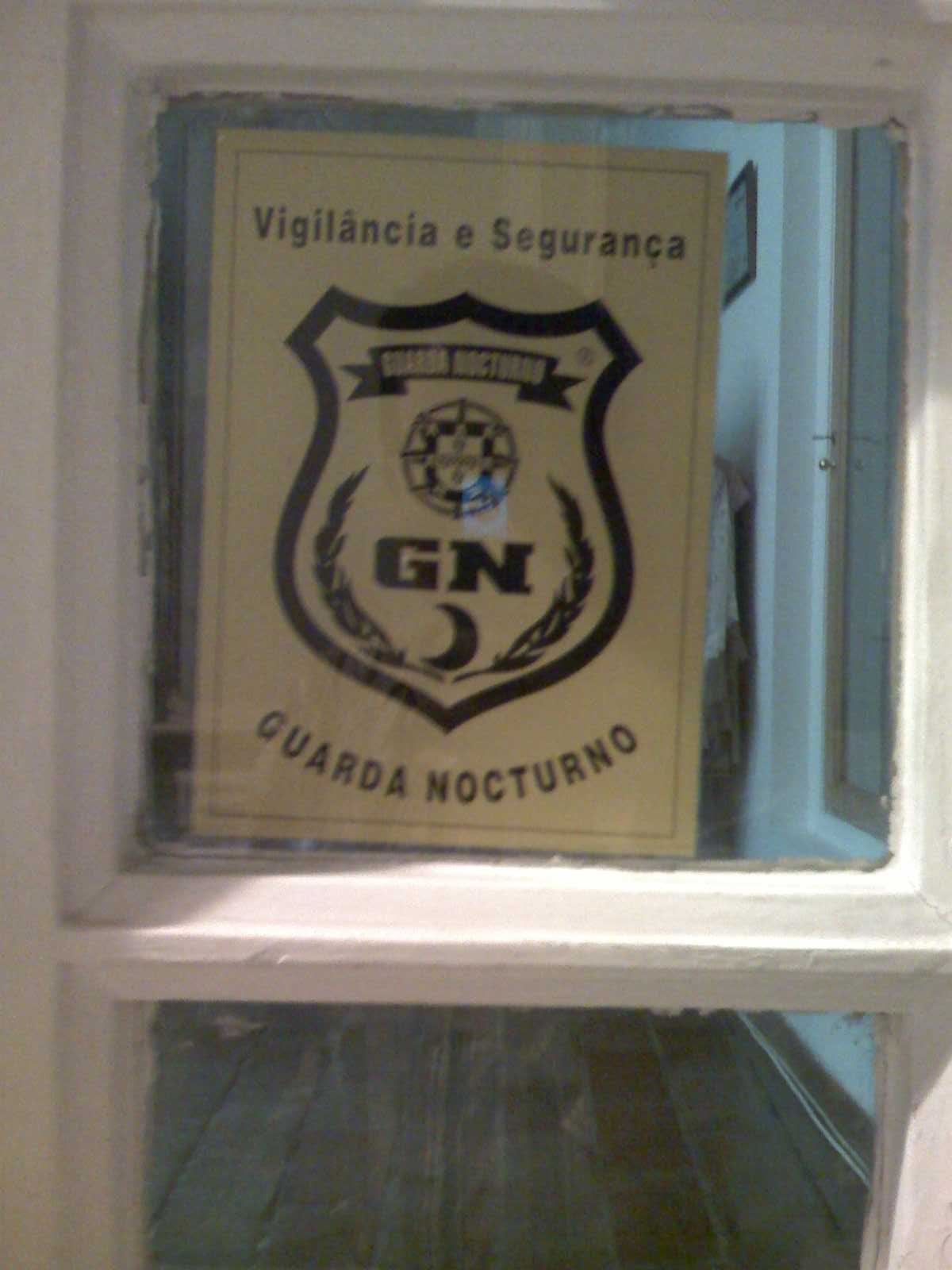
Distintivo colado na fachada de uma loja de Santarém, assinalando que a mesma é contribuinte e está sujeita à vigilância prioritária do guarda-noturno da área

Um guarda-noturno (AO 1945: guarda-nocturno) é um profissional que exerce a actividade de ronda e de vigilância de uma determinada área urbana, durante o período noturno, auxiliando as forças de segurança e os serviços de protecção civil.

## Portugal
Em determinadas áreas de cada concelho de Portugal, podem ser estabelecidos serviços de guarda-noturno pela respetiva câmara municipal, a pedido de entidades públicas ou privadas dessas áreas, tais como juntas de freguesias, moradores e comerciantes. Ao estabelecer um serviço de guarda-noturno, a câmara define a sua zona de atuação, bem como procede a uma abertura de um concurso de seleção e licenciamento dos profissionais que irão prestar o serviço. Até há pouco tempo, todas estas responsabilidade cabiam aos governos civis dos distritos.
Os guardas-noturnos prestam um serviço público, devidamente uniformizados e armados, sob tutela do posto ou esquadra local, da Guarda Nacional Republicana ou da Polícia de Segurança Pública. As rondas pela sua zona de atuação podem ser feitas a pé ou numa viatura própria.
Os guardas-noturnos são pagos pela contribuição dos beneficiários locais do seu serviço. Normalmente, aos beneficiários contribuintes, são distribuídos distintivos autocolantes, para serem colocados nas suas viaturas e instalações, assinalando que as mesmas estão sujeitas a uma vigilância prioritária de um guarda-noturno.
Os guardas-noturnos usam uniforme próprio, com as letras "GN" nas platinas e com os distintivos de guarda-noturno.

## História

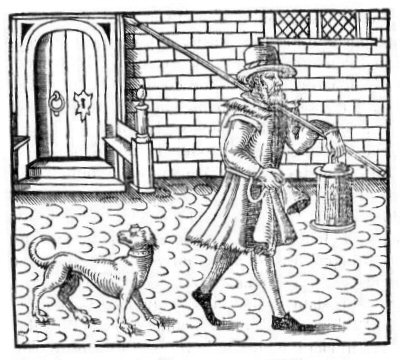
Um vigia noturno de Thomas Dekker, de The Belman of London (1608).

Em Portugal, D. João I, na sua Carta Régia de 1383/1385, instituiu o reconhecimento dos "vigias nocturnos" a par dos "carpinteiros do machado" (de que derivaram os bombeiros, como os conhecemos hoje).
Apesar de se conhecer em Portugal, referências aos vigias nocturnos ao longo da História, nomeadamente após o Terramoto de Lisboa em 1755, é já na segunda metade do século XIX que a actividade de vigia nocturno, já sob o nome de Guarda-Nocturno, se intensifica de uma forma organizada na Cidade de Lisboa, através da proliferação de regulamentos pelos regedores de Juntas de Paróquia.
Tendo el-Rei estabelecido em Carta de Lei de 1867 que quando os habitantes de uma qualquer circunscrição pretendessem que a mesma fosse vigiada mais constantemente, atendendo à insuficiência de policiamento disponibilizado,  ser-lhe-ia concedida a afectação directa de um "empregado de polícia", contra o pagamento dos valores estabelecidos ou, seria nomeado para o efeito o indivíduo ou indivíduos que os mesmos propusessem, acabaria Sua Majestade Real,  por se insurgir, em Portaria de 1873, contra a ilegalidade dos regulamentos policiais estabelecidos pelos regedores, alertando os governadores civis para o cumprimento integral da Lei.
Mais tarde, em 1912, já na I.ª República, surgiria o primeiro regulamento específico da actividade de Guarda-Nocturno, obstando definitivamente aos regulamentos anteriores, cuja ilegalidade era evidenciada e visando assim fazer legalizar os Guardas-Nocturnos Efectivos e os Guardas-Nocturnos Supranumerários que existiam até então e,  marcando na História de Portugal, o primeiro documento oficial que atesta que esses profissionais, então considerados serventuários, andavam armados com arma de função (sabre curto), no período de serviço e na área para que estavam autorizados, por bilhete de identidade exarado pela Polícia a que eram adstritos.
Foram alguns desses mesmos Guardas-Nocturnos que menos de quatro meses depois de sair esse diploma em Diário do Governo, conseguiram finalmente, após sete longos anos de espera e de tentativas frustradas, legalizar a primeira Associação de Classe de Guardas-Nocturnos.

## Ligações Externas
- Associação Nacional do Guardas-Noturnos
- Site "Guarda Noturno"